# La Guerre franco-italienne, juin 1940
La Guerre franco-italienne, juin 1940 est un essai d'Henri Azeau paru en 1967, et consacré à la bataille des Alpes qui a opposé la France et l'Italie mussolinienne au moment de la bataille de France.

## Résumé
L'Italie entre en guerre le 10 juin 1940. En France, les zones frontalières sont évacuées. Les avions italiens bombardent la Côte d'Azur. La RAF riposte. L'armistice franco-allemand est signé le 22 juin mais les attaques italiennes redoublent. L'armistice est signé le 25. Les Français étaient 91 000 dans des fortifications contre 271 000 et les hors-combat, 250 contre 6000, dont 2000 par gelure profonde (Alpes). Les Italiens ont pris Menton et 12 autres communes.